# 牛头山站 (宣城市)
牛头山站是位于安徽省宣城市广德县新杭镇牛头山村的一个铁路车站，邮政编码313121。车站建于1960年，有长牛铁路经过该站，现已废弃，车站及其上行区间均未电气化。车站距离长兴站40公里，隶属上海铁路局，是四等站。